# Окінавська соба
Окінавська соба (яп. 沖縄そば) — тип локшини, що виготовляється в префектурі Окінава, Японія. Окінавська соба є регіональною торговою маркою компанії The Okinawa Noodle Manufacturing Co-op. В Окінаві, її часом називають просто "соба" (або "суба" окінавською), хоча в решті Японії назва "соба" відноситься лише до локшини з гречки.
Товста пшенична локшина більше нагадує удон, і коли її подають у супі, бульйон більше схожий на рамен. Локшина, як правило, має круглий переріз на островах Яеяма, і, як правило, трохи сплющена в перерізі в решті префектури Окінава.
Її подають у бульйоні з комбу, пластівцями кацуобусі та свининою. Зазвичай додають камабоко (рибний пиріг), нарізану зелену цибулю та товстий шматочок тушкованого свинини сан-май ніку (яп. 三枚肉) або сокі і прикрашають страву з бені шоґа (маринований імбир). Для більш пікантної страви, можна додати кілька крапель соусу кореґусу, який складається з чилі перцю, замоченому в рисовому лікері аваморі.
Різновиди включають:
- Сокі соба (яп. ソ ー キ そ ば) — страва з відомими свинними ребрами сокі.
- Тебічі соба (яп. て び ち そ ば) — страва з тушкованими свинячими копитами.

## Назва
Сьогодні слово соба означає гречку, і зокрема гречану локшину, японською мовою. Це слово за походженням є абревіатурою від соба-муґі (гречка). Слово соба позначає "край" у давньояпонській мові, а соба-муґі означало "гостра пшениця". Приблизно в 16 столітті гречку почали використовувати для виробництва тонкої локшини. Спочатку цей метод був відомий як соба-кірі (буквально, "різання соби"), але пізніше назва була скорочена до соба. Соба в основному споживалася у східній Японії і не була популярною у західній Японії чи в Окінаві. Гречана локшина залишається рідкісною в Окінаві, де вона відома як ніхон соба (японська соба) або курой соба (чорна соба).
У сучасній Японії значення слова соба стосується різних видів тонкої локшини. Так, якісоба (смажена локшина) не містить гречки. Шина соба, сьогодні широко відома як чука соба або рамен, також виготовляється з пшеничного борошна. Окінавська соба відноситься до цієї ж категорії, адже виготовляється повністю з пшениці.
Відповідно до регламенту добросовісної конкуренції, виробництво соби було стандартизована — "локшина повинна містити щонайменше 30% гречки". Це визначення спричинило проблему, коли Окінава була повернута під владу Японії в 1972 році. У 1976 році Комісія з питань справедливої торгівлі спробувала змусити префектуру Окінаву відмовитись від назви "соба", оскільки окінавська соба не відповідала нормам. Кооператив із виробництва локшини в Окінаві вів переговори з Комісією, і в результаті для окінавської соби був зроблений виняток (як і для кількох інших типів локшини), і її було визнано окремим типом соби 17 жовтня 1978 року. Відтоді 17 жовтня стало Днем окінавської соби (Okinawa Soba-no-Hi), і сотні ресторанів у префектурі Окінави святкують цей день і роблять знижки на собу.

## Історія
Існують спроби простежити походження окінавської соба від періоду Рюкю. Можливо, китайські делегати відвідуючи острови Рюкю привезли до королівського двору локшину з пшениці, однак зв’язок з сучасною кухнею Окінави не підтверджений.
Перше відоме документальна згадка окінавської соби датується 1902 роком в пізній період Мейдзі, коли воно було відоме як шина соба (китайська соба) на основних островах Японії. Відомо, що кілька ресторанів соба працювали в Насі в період Тайсьо. Ресторани з собою були зруйновані атаками США під час битви за Окінаву. Їх відродження розпочалося в таборах для інтернованих в США, де постачали пайки пшениці. У 1960-х роках соба стала поширюватися завдяки впровадженню верстатів для виготовлення локшини. Популяризація супроводжувалась переходом від соби як страви ресторанів до страви домашньої кухні. Новорічна японська традиція їсти собу була запроваджена в Окінаві в 1968 році, але гречану локшину замінили пшеничною локшиною. Сьогодні окінавська соба вважається життєво важливою частиною традиційної окінавської культури, хоча фольклорист Нішімура Хідемі стверджував, що це вигадана традиція.
Соба була прийнята як місцева традиція в Кампо-Гранде в штаті Мату-Гросу-ду-Сул, Бразилія, адже там проживають багато людей окінавського походження. Більше того, у 2006 році соба стала частиною культурної спадщини згідно з Національним інститутом історичної та художньої спадщини (Instituto do Patrimônio Histórico e Artístico Nacional, IPHAN) в Бразилії.

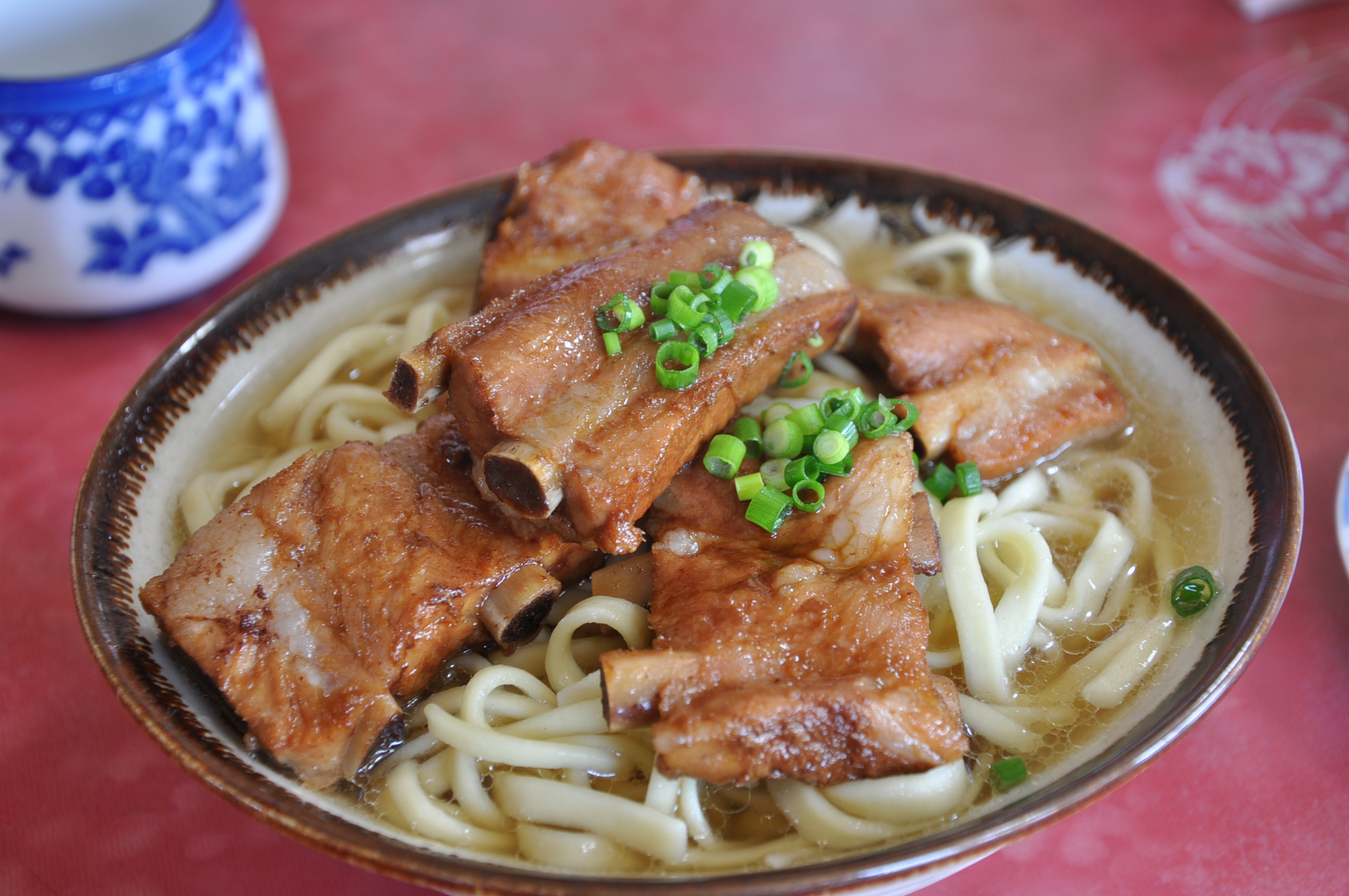
Сокі соба
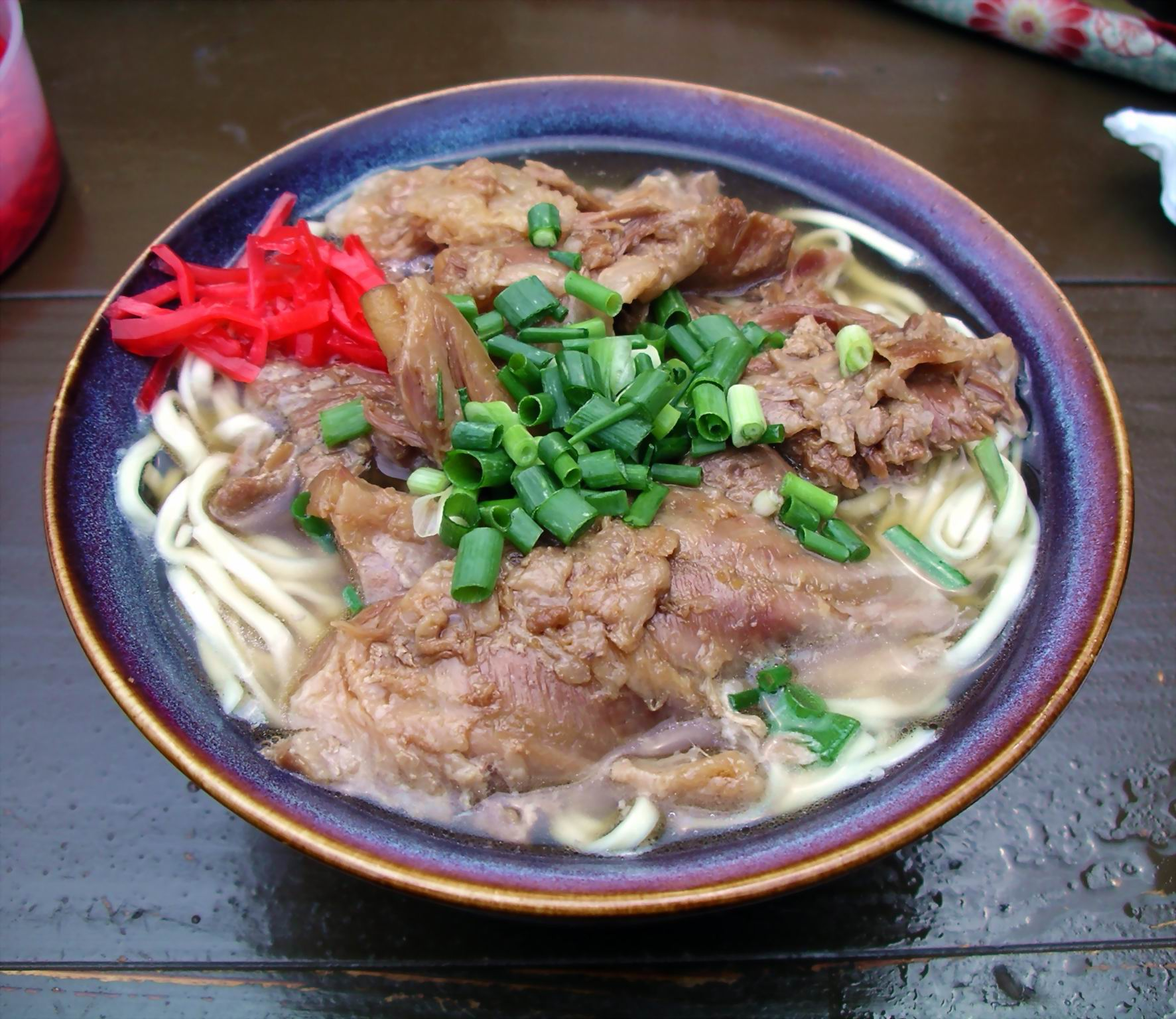
Сокі соба з маринованим імбирем, бені шоґа
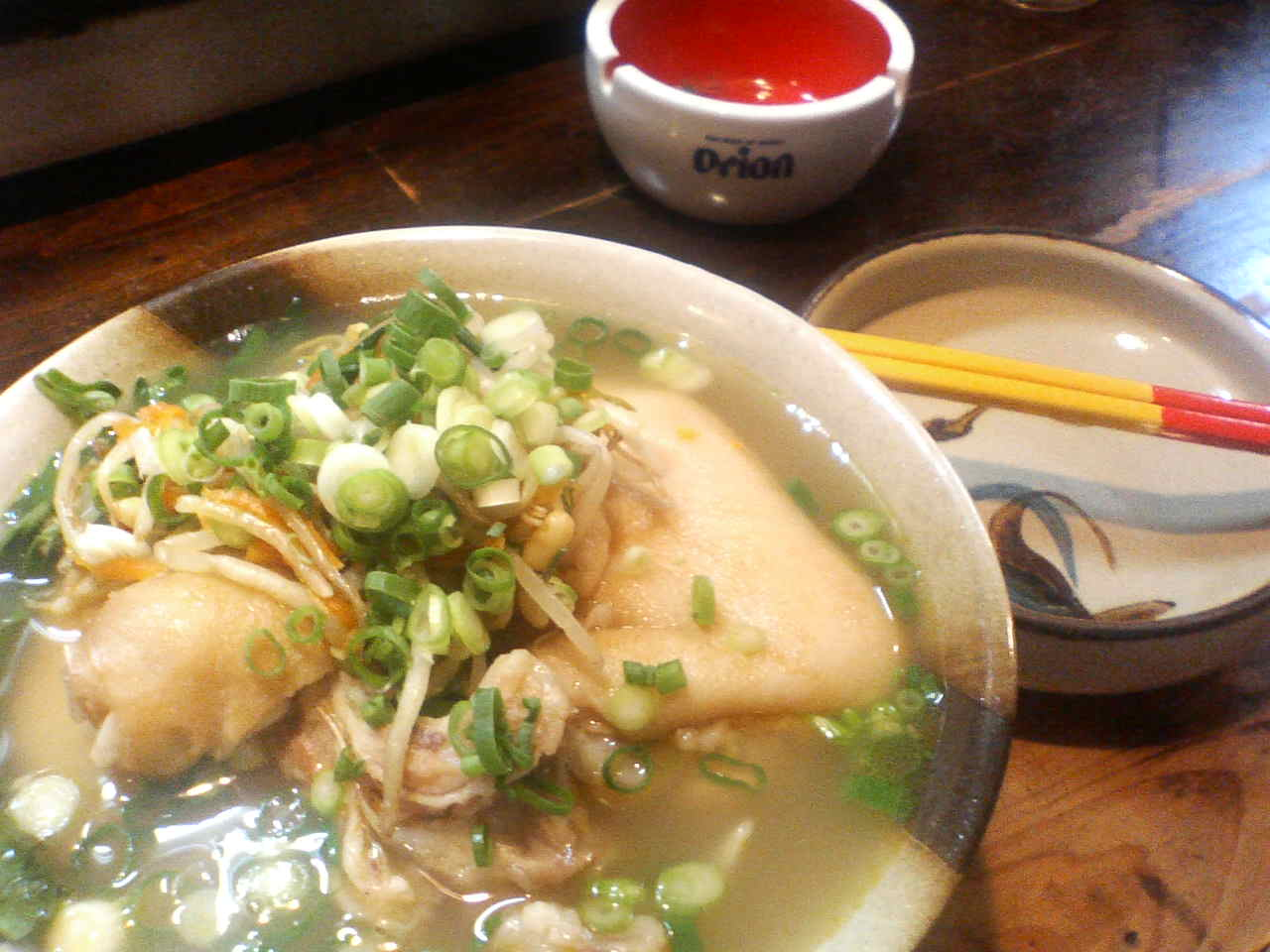
Тебічі соба